# Эсфигмен
Эсфигме́н (греч. Μονή Εσφιγμένου) — один из афонских монастырей, занимающий в святогорской иерархии 18-е место. Находится в восточной части Афонского полуострова; утверждён Кинотом в X—XI веках.
Кафоликон (современное здание — начало XIX века) освящён во имя Вознесения Господня.
Братия считает себя пребывающей в юрисдикции Константинопольского патриархата.

## История
Хотя монастырь был признан и утвержден в своём статусе Кинотом в X веке, он был построен намного раньше — в V веке императором Феодосием II при учредительстве его сестры Пульхерии. В нескольких сотнях метров от нынешней обители сохранились руины другого, «старого» Эсфигмену, датируемого археологами IV веком.
Преподобный Антоний Киево-Печерский принял монашеский постриг и подвизался в монастыре Эсфигмен, откуда принёс на Русь традиции монашеского благочестия. Его келья с построенной над ней церковью во имя преподобного Антония возвышается на склоне одной из скал рядом с монастырём.
В XVI веке обитель два раза была уничтожена пиратами, но вновь восстановлена. В XIV веке настоятелем Эсфигмену был будущий святитель Григорий Палама. В XIX—XX веках в обители сильно ощущалось русское присутствие: при поддержке русских царей был построен новый Спасо-Вознесенский храм и несколько параэкклесий — малых храмов, расположенных внутри каре, окружающего монастырский двор.
Во время войны за независимость 1821 года монахи-эсфигмениты отказались выдать предводителя повстанцев Эммануила Паппаса, который укрылся в Эсфигмену, турецкому губернатору Горы Афон, несмотря на все уговоры девятнадцати других монастырей, которые сотрудничали с турецким правителем. В связи с этим с 1821 до 1832 года Эсфигмен не существовал как монастырь из-за того, что оттоманские власти реквизировали здания и использовали их для расквартирования войск во время войны Греции за независимость.
Библиотека монастыря содержит 372 рукописи (75 на пергаменте) и 8000 печатных книг.
В обители бережно хранится множество мощей святых, например, стопа Марии Магдалины. Имеются ценные реликвии, такие как крест Пульхерии и мозаичная икона Спасителя VII века.

## Раскол
Разногласия между монастырём Эсфигмен и Константинопольским патриархатом возникли в начале 1960-х годов, когда Римский папа встретился с патриархом Константинопольским Афинагором для совместной молитвы. В ответ на это зилоты Эсфигмена в воззвании открыто обвинили патриархат в связях с Ватиканом и экуменизме.
13 ноября 1971 года Святое собрание («Иера Синаксис») горы Афон — управляющий орган, состоящий из представителей всех монастырей Святой Горы в Карее, — постановило: «В вопросе о возобновлении поминовения Вселенского Патриарха каждая обитель, как самоуправляющаяся, должна быть свободной в выборе образа действий, согласно совести».
С 1974 года братия монастыря отказывалась возносить имя патриарха Константинопольского Димитрия (правящего епископа всех афонских монастырей), обвиняя его в экуменизме (прежде всего встречах с римскими понтификами) и отсутствии своего представителя в Священном Киноте (правительстве Афона).
11 марта 1974 года патриарх Димитрий написал письмо Священному Киноту, в котором извещал о наложении прещений на непоминающих его святогорцев. В их число входили архимандрит Афанасий, игумен Эсфигмена, два эпитропа и секретарь монастыря, которые должны были быть немедленно изгнаны со Святой Горы (они поминали старостильного «флоринского» архиепископа Авксентия); архимандрит Евдоким и игумен Ксенофонт подлежали низложению и изгнанию из своего монастыря, но с дозволением жить в какой-либо другой афонской обители. Игумены двух других братств — архимандриты Дионисий Григориатский и Андрей Святопавловский — подлежали низложению, если в течение двух месяцев они не возобновят поминовение патриаршего имени. По получении патриаршего письма полиция обрезала телефонную линию в Эсфигмен и выставила оцепление вокруг монастыря. В ответ монахи заперли монастырские врата и вывесили со стены большой чёрный транспарант с надписью «Православие или смерть». Они предупредили гражданского губернатора Афона, что окажут сопротивление любой попытке войти в монастырь силой. В декларации внешнему миру они заявили, что продолжают считать себя каноническим субъектом Вселенского патриархата, но не признают занимающего в настоящее время патриарший престол, поскольку «он — враг Православия». К наступлению Страстной седмицы монастырь был полностью отрезан от мира: никто не входил и не выходил из него.
Конфликт резко обострился в конце 2002 года, когда Константинопольский патриархат официально объявил мятежную братию (на тот момент 117 монахов) схизматиками, что, согласно законодательству Греции, влечёт выдворение с Афона, постановление о чём было принято судом Салоник, а затем Верховным судом Греции.
В 2005 году была создана канонически признанная община монастыря (так называемый «Новый Эсфигмен»), за которой признано право на обладание монастырём. Настоятелем легитимной общины был утверждён архимандрит Хризостом (Катсулиерис) († 3 октября 2013 года).
В декабре 2006 года произошла массовая драка между мятежной братией и монахами, пытавшимися занять монастырь. В июне 2008 года сообщалось о стягивании полицейских сил к монастырю. Позиция мятежной братии вызвала сочувствие и поддержку в некоторых кругах Русской православной церкви.
24 сентября 2009 года суд Салоник приговорил 14 монахов монастыря, включая игумена обители схиархимандрита Мефодия, к одному году тюрьмы условно «за нарушение общественного спокойствия», то есть за отказ исполнить предписания властей и покинуть монастырь, а 6 апреля 2011 года тот же суд приговорил всех упоминаемых монахов к шести месяцам тюремного заключения «за незаконную оккупацию зданий монастыря». С 2012 года греческая полиция периодически производит рейды по штурму или блокаде монастыря.
В апреле 2016 года стало известно, что игумен старой братии Эсфигмена архимандрит Мефодий направил послания в Министерство внутренних дел Греции и Константинопольскую патриархию, в которых выразил желание восстановить литургическое общение и вернуться к участию в работе Священного Кинота Святой Горы Афон. 21 апреля 2016 года делегации Константинопольского патриархата в составе митрополита Милетского Апостола, митрополита Андрианопольского Амфилохия и митрополита Селимврийского Максима посетила Афон для обсуждения условий окончательного примирения Эсфигмена с Константинопольским патриархатом и другими монастырями Святой горы Афон. В ходе переговоров игумен обители отец Мефодий подтвердил непреклонную позицию старой братии, заключающуюся в отказе от поминовения Вселенского патриарха и восстановления литургического общения с остальными афонскими монастырями и Поместными православными церквями, заявив, что старая братия Эсфигмена готова обсуждать только восстановление обители в Священном Киноте и своё участие в решении управленческих вопросов.

## Игумены
- Афанасий (Карапанагиоту) (1965—1974)
- Евфимий (1975—1999)
- Мефодий (Папаламбракопуло) (1999—2024)